# 森田真法
森田真法（1966年12月22日—）是日本男性漫畫家，血型O型。滋賀縣出身。代表作是  《鐵拳對鋼拳》、  《教頭當家》。

## 略歷
栗東中學畢業後，於守山高校在學中執筆的作品  《IT'S LATE》入選手塚賞佳作，刊載在  《Fresh Jump》，以「森田真法」的名義成為漫畫家。高中畢業時去東京，在漫畫家原哲夫那裡擔任助手。

## 作品
以下漫畫中文名為台灣出版社的翻譯。
- 鐵拳對鋼拳（1988年 - 1997年、集英社） - 原名
- 教頭當家（菜鳥總動員、1998年 - 2003年、集英社） - 原名
- 柴犬 ~ 森田真法短篇集（2004年、集英社） - 原名
- 學園爆笑王（2005年 - 2015年・2019年、集英社） - 原名

## 關連項目
- 戶館新吾

## 脚注
1. 1 2 3  . 北斗の拳 Official web Site.   [2014-06-03]. （原始内容存档于2017-09-04）.

## 外部連結
- （日語）https://twitter.com/HITMANmorita （页面存档备份，存于）